# Nereu
Nereu (em grego:  Νηρεύς, transliteração Nêreús, de νέειν, néein, "nadar"), na mitologia grega, é um deus marinho primitivo, representado como um personagem idoso – o velho do mar.
É filho de Ponto e de Gaia. Desposou a oceânide Dóris e foi pai de cinquenta filhas, as nereiades, e de um filho, Nérites. O seu reino é o Mediterrâneo, e mais particularmente, o Egeu. É conhecido por suas virtudes e por sua sabedoria. Píndaro celebra sua justiça benfazeja, daí seus epítetos "verídico", benfazejo", "sem mentira nem esquecimento".
Tem o dom da profecia e, como outras divindades, pode mudar de aparência. Ajudou vários heróis, como Héracles, que sempre conseguia descobri-lo, mesmo quando mudava de forma.
Nereu é representado em obras de arte, assim como outros deuses dos mares, com um tridente e algas, que representam o seu cabelo e a sua barba. Parece ser a personificação do deus do mar anterior a Poseidon, quando Zeus destronou Cronos.

## Mitologia
Na Ilíada, o é o pai das Nereidas, embora Nereu não seja diretamente nomeado. Ele nunca foi mais manifestamente o Velho do Mar do que quando foi descrito, assim como Proteu, como um metamorfo com o poder de profecia, que ajudava heróis como Héracles que conseguiram capturá-lo mesmo enquanto ele mudava de forma. Nereu e Proteu (o "primeiro") parecem ser duas manifestações do deus do mar que foi suplantado por Poseidon quando Zeus derrubou Cronos.
O poeta mais antigo a ligar Nereu com os trabalhos de Héracles foi Ferecides.
Durante o século V a.C., Nereu foi gradualmente substituído por Tritão — que não aparece em Homero — na iconografia da luta entre Héracles e o deus do mar, que tinha que ser contido para entregar sua informação, representada pelos pintores de vasos independentemente de qualquer testemunho literário.
Em uma aparição tardia, de acordo com um papiro fragmentado, Alexandre, o Grande parou na costa síria antes da climática batalha de Issus (333 a.C.), e recorreu a orações, "invocando Tétis, Nereu e as Nereidas, ninfas do mar, e invocando Poseidon o deus do mar, para quem ele ordenou que um carro de quatro cavalos fosse lançado nas ondas."
Nereu era conhecido por sua veracidade e virtude:
Citação: Mas Pontos, o grande mar, era pai do veraz Nereu que não conta mentiras, o mais velho de seus filhos. Eles o chamam de Velho Gentil, pois ele é confiável, gentil, e nunca esquece o que é certo, mas os pensamentos de sua mente são suaves e justos.
Os pintores de vasos da Ática mostraram o torso drapeado de Nereu emergindo de uma longa cauda escamosa e semelhante a um peixe. Nereu barbudo geralmente empunha um cetro de autoridade. Ele também foi mostrado em cenas retratando a fuga das Nereidas enquanto Peleu lutava com sua irmã Tétis.
Na história natural de Eliano, escrita no início do terceiro século, Nereu também era o pai de uma consorte aquática de Afrodite e amante de Poseidon chamada Nerites que foi transformada em "um molusco com uma concha espiral, pequeno em tamanho mas de beleza extraordinária."

Nereu foi pai de Tétis, uma das Nereidas, que por sua vez foi mãe do grande herói grego Aquiles, e Anfitrite, que se casou com Poseidon.